# Kvalifikacija za Millstreet
Kvalifikacija za Millstreet (en inglés: Qualification for Millstreet, en francés: Qualification pour Millstreet, en español: Clasificación para Millstreet) fue la preselección para el Festival de la Canción de Eurovisión 1993. Siete países participaron, ninguno de los cuales había participado antes en el Festival de Eurovisión, aunque canciones de Bosnia y Herzegovina, Croacia y Eslovenia habían representado a Yugoslavia en ediciones anteriores. Tres de ellos se clasificaron para el Festival de la Canción de Eurovisión 1993 en Millstreet, Irlanda. Se celebró el 3 de abril de 1993 en el Centro de Radiodifusión de RTV SLO en Liubliana, Eslovenia.
Después de que las siete actuaciones correspondientes a las canciones competidoras tuvieran lugar, y de que los jurados determinaran sus resultados finales, los siete artistas actuaron una vez más, interpretando temas ya existentes en su repertorio.
La preselección solamente fue transmitida para los 7 países participantes. El resto de miembros de la UER no tenían obligación legal de retransmitirla.
Las antiguas naciones yugoslavas de Eslovenia, Bosnia y Herzegovina y Croacia pasaron al Festival de 1993, celebrado el 15 de mayo en Millstreet. Con el nuevo sistema implantado en el Festival de 1994, los siete países podían participar en él.

## Directores de orquesta
Cada actuación tuvo un maestro que dirigía la orquesta. Los maestros de la lista dirigieron las dos actuaciones de los países indicados.
- Bosnia y Herzegovina – Esad Arnautalić
- Croacia – Andrej Baša
- Estonia – Peeter Lilje
- Hungría – Péter Ugrin
- Rumanía – George Natsis
- Eslovenia – Petar Ugrin
- Eslovaquia – Vladimir Valovič

## Resultados
Leyenda
     País clasificado
| Orden | País                 | Idioma         | Artista         | Canción                       | Posición | Puntos |
| ----- | -------------------- | -------------- | --------------- | ----------------------------- | -------- | ------ |
| 1     | Bosnia y Herzegovina | Bosnio         | Fazla           | «Sva bol svijeta»             | 2        | 52     |
| 2     | Croacia              | Croata, Inglés | Put             | «Don't Ever Cry»              | 3        | 51     |
| 3     | Estonia              | Estonio        | Janika Sillamaa | «Muretut meelt ja südametuld» | 5        | 47     |
| 4     | Hungría              | Húngaro        | Andrea Szulák   | «Árva reggel»                 | 6        | 44     |
| 5     | Rumanía              | Rumano         | Dida Dragan     | «Nu pleca»                    | 7        | 38     |
| 6     | Eslovenia            | Esloveno       | 1X Band         | «Tih deževen dan»             | 1        | 54     |
| 7     | Eslovaquia           | Eslovaco       | Elán            | «Amnestia na neveru»          | 4        | 50     |

## Puntuaciones
|               |                      | Jurado             | Jurado             | Jurado             | Jurado             | Jurado               | Jurado                | Jurado | Jurado |
| Pts           |                      | Bandera de Croacia | Bandera de Estonia | Bandera de Hungría | Bandera de Rumania | Bandera de Eslovenia | Bandera de Eslovaquia |        |        |
| ------------- | -------------------- | ------------------ | ------------------ | ------------------ | ------------------ | -------------------- | --------------------- | ------ | ------ |
| Participantes | Bosnia & Herzegovina | 52                 |                    | 5                  | 8                  | 10                   | 10                    | 7      | 12     |
| Participantes | Croacia              | 51                 | 10                 |                    | 6                  | 12                   | 7                     | 8      | 8      |
| Participantes | Estonia              | 47                 | 6                  | 8                  |                    | 8                    | 6                     | 12     | 7      |
| Participantes | Hungría              | 44                 | 7                  | 6                  | 12                 |                      | 8                     | 6      | 5      |
| Participantes | Rumanía              | 38                 | 5                  | 12                 | 5                  | 5                    |                       | 5      | 6      |
| Participantes | Eslovenia            | 54                 | 8                  | 7                  | 10                 | 7                    | 12                    |        | 10     |
| Participantes | Eslovaquia           | 50                 | 12                 | 10                 | 7                  | 6                    | 5                     | 10     |        |